# Nesyamon (chanteuse d'Amon)
Pour les articles homonymes, voir Nesyamon.
Nesyamon est une chanteuse d'Amon du temple de Karnak.
Supposée morte à l'âge de quinze ans, elle a été momifiée. Sa momie a été ramenée en France par Joseph Déchelette en avril 1893 ; elle est conservée depuis, avec son sarcophage, au Musée des Beaux-Arts et d'Archéologie Joseph-Déchelette à Roanne.